# 李公佐
李公佐（約770-850），字顓蒙，唐代進士，隴西人。
生卒年不详。貞元十三年（797年）泛舟南行至瀟湘蒼梧。元和年間為江淮從事，後被免職，居長安。元和六年春之後到元和八年春，任江西從事。與白行簡為好友，曾敦促白行簡撰作《李娃傳》。會昌初年為揚州府錄事參軍。大中二年（848年）因捲入吳湘案被免官。也執筆撰寫小說，《南柯太守傳》、《謝小娥傳》、《廬江馮媼傳》、《古嶽瀆經》為其作品。鲁迅将李公佐同元稹并称为传奇作家中之两大师。另有《建中河朔記》。
自明代以來，多數人認為唐代有兩個或多個同名的李公佐。魯迅更指出“傳奇家李公佐”與“千牛備身李公佐”不是同一人。《新唐書·宗室世系表上》提到，李公佐是河東節度使李説之子、朔方節度使李公度之弟，貞元八年以門蔭為千牛備身（正六品下）。
日本學者內山知也則提出兩個李公佐實為同一人。有學者提出千牛備身李公佐之父李說與薛芳同在馬燧部下任判官，兩人相識二十餘年。貞元十五年，河東節度使李說曾請求改派當時的交城縣令薛芳充任河東節度觀察支使。李公佐在作品《古嶽瀆經》中提及於元和八年冬，“自常州餞送給事中孟簡至朱方，廉使薛公蘋館待禮備”。而薛芳正是薛蘋的胞兄。據此，千牛備身李公佐與傳奇家李公佐當為同一人。